# Repubblica Dominicana ai Giochi della XXII Olimpiade
La Repubblica Dominicana partecipò ai Giochi della XXII Olimpiade, svoltisi a Mosca, Unione Sovietica, dal 19 luglio al 3 agosto 1980, con una delegazione di 6 atleti impegnati in quattro discipline.